# Podalonia hirsuta
Pour les articles homonymes, voir Ammophile.
Espèce
Podalonia hirsuta, l'ammophile hérissée, est une espèce d'insectes hyménoptères de la famille des Sphecidae.
Initialement décrite par Giovanni Antonio Scopoli en 1763 sous le nom d'Ammophila hirsuta, l'espèce est également connue sous le nom d'Ammophila viatica.

## Taxonomie
Cette espèce comprend trois sous-espèces : 	
- Podalonia hirsuta hirsuta (Scopoli, 1763)
- Podalonia hirsuta mervensis (Radoszkowski, 1887)
- Podalonia hirsuta nepalensis (Zavattari, 1909)

Le mode de vie et la description très similaire entre ce Podalonia et les ammophiles fait que le nom vernaculaire demeure celui d'ammophile hérissée.

## Description
Cet insecte est doté d'une grosse tête noire, d'un corselet du même, suivi d'un pédicule filiforme y raccrochant l'abdomen. L'abdomen est en forme de cornue, noir mais doté d'une bande rouge-orange couvrant le tiers supérieur et le pédicule.

## Mode de vie
Comme chez la plupart des ammophiles, la femelle creuse un terrier dans les endroits sablonneux où elle accumule des chenilles non poilues — ou des araignées selon Grandjean — paralysées par le venin préalablement injecté. Les plus grosses sont traînées sur le sol, les autres sont transportées en vol. Elles servent de nourriture fraîche pour les larves.
De mœurs solitaires, l'ammophile hérissée nidifie entre fin mars et début avril. De fait, contrairement aux autres ammophiles comme l'ammophile des sables, qui nidifie à la fin de l'automne, les individus adultes hivernent donc. Et afin de trouver un hivernage convenable, Fabre a mis en évidence la migration de ces insectes, migration qui se fait sous une forme identique pareille à un essaim.

## Répartition
On trouve l'ammophile hérissée en France, dans le sud des Alpes et sur la péninsule du Cotentin. Son introduction est interdite à Mayotte par arrêté préfectoral.